# رادرفرد کالیج (کارولینای شمالی)
رادرفرد کالیج (به انگلیسی: Rutherford College) شهری در ایالت کارولینای شمالی کشور ایالات متحده آمریکا است که جمعیت آن در سرشماری سال ۲۰۱۰ میلادی، ۱٬۳۴۱ نفر بوده‌است.